# Flüssigmetalltransport

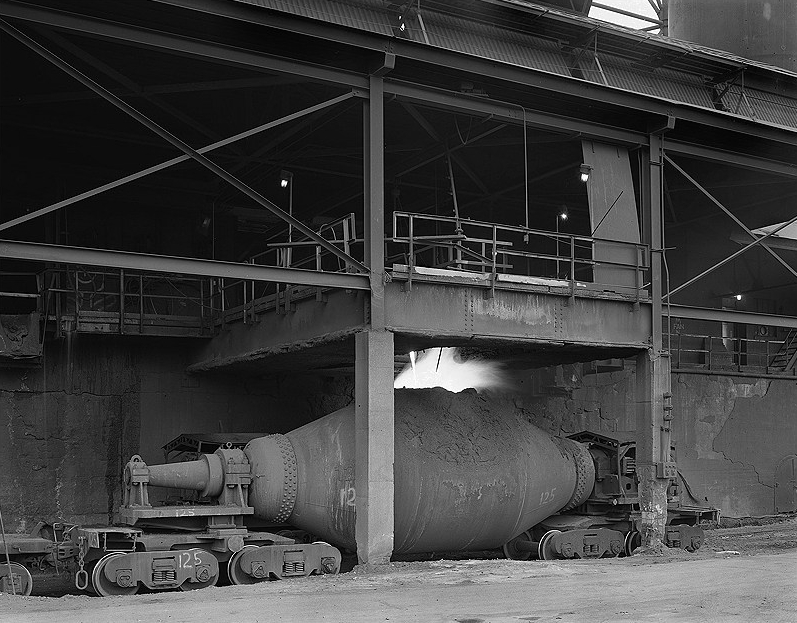
Torpedowagen bei der Befüllung

Flüssigmetalltransport ist die fachsprachliche Bezeichnung im Gießereiwesen für den Transport einer Metallschmelze nicht lediglich innerhalb des Werks, sondern über eine längere Wegstrecke nach außerhalb des Schmelzbetriebs liegenden Verarbeitungsstätten. Der Transport der Flüssigkeit zählt zu den temperaturgeführten Waren.

## Transportmittel

### Schienenverkehr

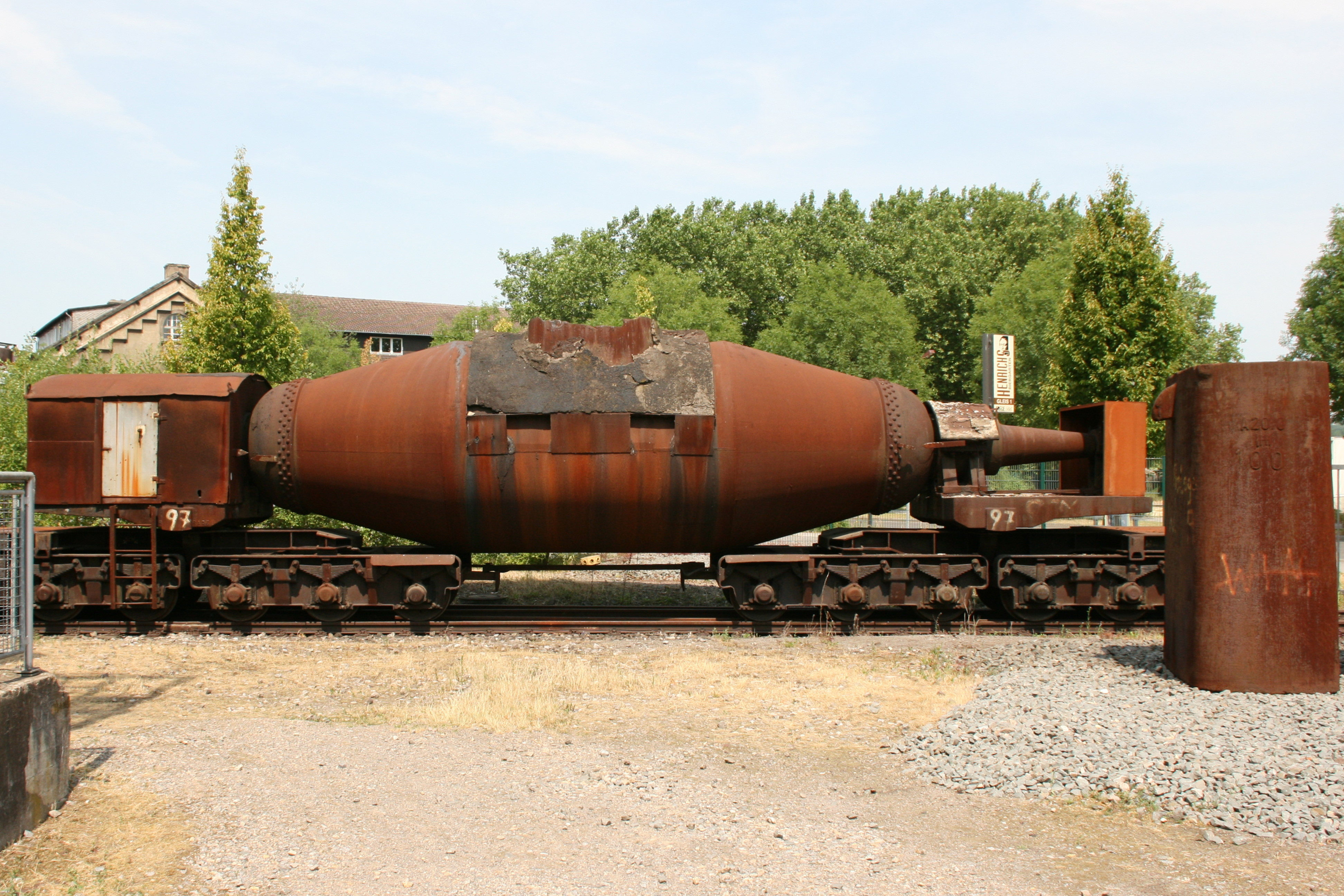
Torpedowagen der Henrichshütte

Das erste Transportmittel war die Eisenbahn unter Benutzung der für den Transport von flüssigem Roheisen entwickelten Torpedopfanne mit ca. 200 t Fassungsvermögen.

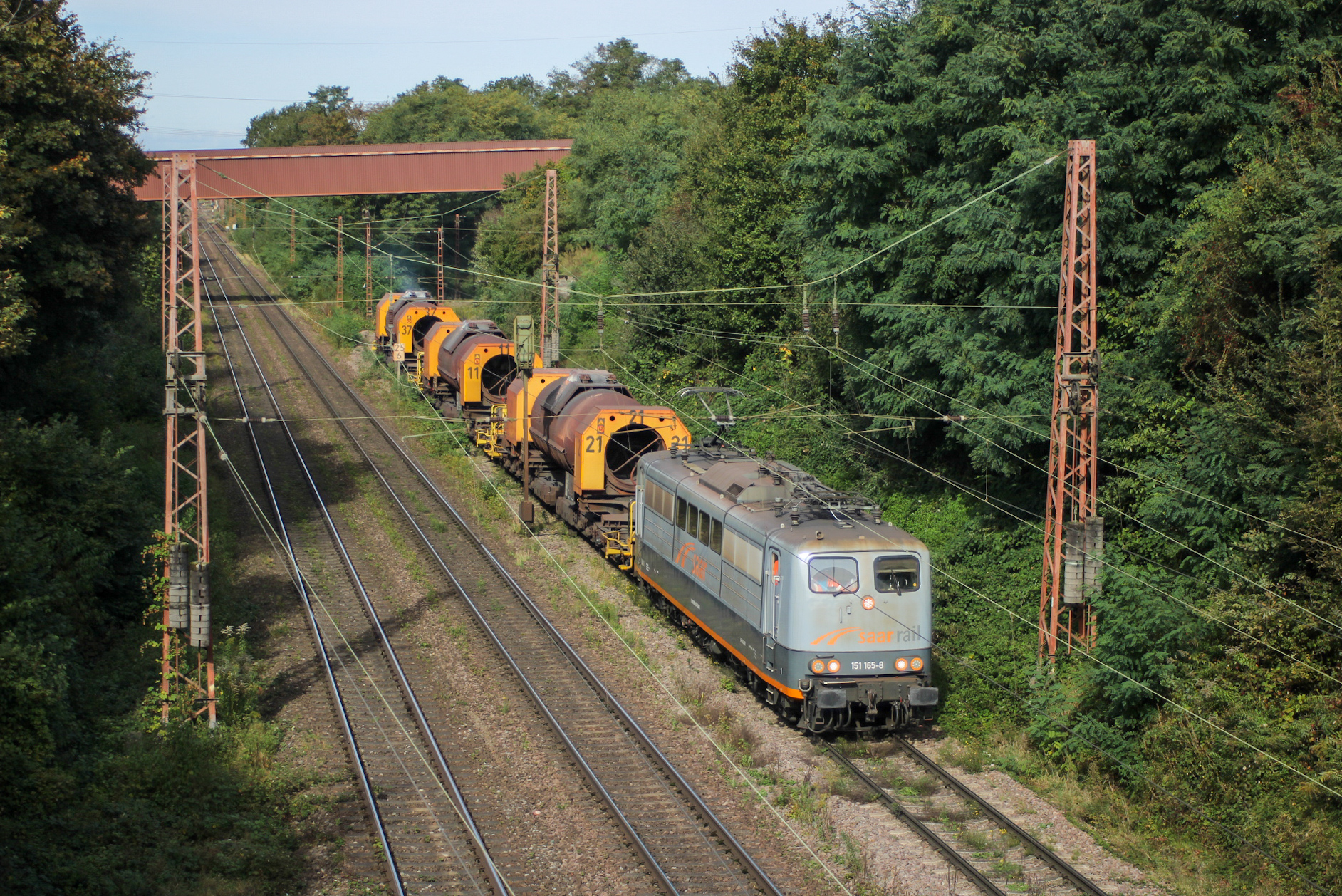
SRG 151 165-8 mit dem „Suppenzug“ am Abzweig Dillingen (Saar) Süd

### Straßenverkehr

Warntafel „Stoffe im erwärmten Zustand“

In der zweiten Hälfte des 20. Jahrhunderts löste man sich vom schienengebundenen Transport, der auf den Stahlwerksbetrieb beschränkt blieb, und entwickelte den Straßentransport. Aus Sicherheitsgründen stellte man sich dabei auf Aluminium und seine gebräuchlichen Legierungen ein. Das Aluminium wird in Kokillen transportiert. Flüssigmetalltransport im Straßenverkehr ist aufgrund der Gefahren im Fall eines Unfalles Gefahrgut. Warntafeln haben ein Thermometer in einem roten Dreieck als Kennzeichnung.
Für die Praxis wurden anfänglich ca. 2,5 t Schmelze (ca. ein Kubikmeter) fassende stark isolierte Transportpfannen mit fest verschließbarem Deckel entwickelt. Drei solcher Pfannen wurden von einem Spezialfahrzeug mit entsprechenden Befestigungsvorrichtungen für die Pfannen aufgenommen. Inzwischen fassen die Transportpfannen bis zum Doppelten.

## Transportstrecken
Aufgrund gewonnener Erfahrungen über Abkühlung der Schmelze während des Transports, sowie Sicherheit bei Unfällen wurden die Transportwege vom Schmelzbetrieb (vorwiegend Recyclinghütten) zur Gießerei allmählich bis auf 200 km ausgedehnt. Der Temperaturabfall der Schmelze betrug im Mittel 10 K.

## Nutzungserweiterung
Bereits die bloße Anlieferung von Flüssigmetall an die Warmhalte- und Gießöfen einer Gießerei ersparte Energie und damit Kosten, bei verlässlicher Lieferverbindung waren für eine dem System angeschlossene Gießerei keine eigenen Schmelzöfen mehr erforderlich. Damit entfielen auch eine Reihe behördlicher Auflagen, die vor der Genehmigung eines Schmelzbetriebs zu erfüllen waren.

### Die Transportpfanne wird vom Mehrwegtransportgefäß zum Gießofen
Stand der Technik ist inzwischen eine Transportpfanne, die in der Gießerei auf einem vorbereiteten Fundament abgestellt wird, das zudem Beheizung und Wärmeerhalt auch bei Gießpausen sichert. Nach Entleerung der Pfanne wird sie mittels Kran vom Fundament abgehoben und durch eine von der Recyclinghütte „just in time“ angelieferte volle Pfanne ersetzt. Die Folge dieser Entwicklung ist, dass eine Gießerei, die sich hierauf eingestellt hat, auch keine Warmhalte- und Gießöfen mehr benötigt und weitere beachtliche Kostenvorteile erzielt. Besonders vorteilhaft ist das System für größere Gießereien, die kontinuierlich arbeiten und große Stückzahlen herzustellen haben.